# 天倉五
天倉五，又稱為鯨魚座τ星（Tau Ceti，τ Cet/τ Ceti，发音为/ˌtaʊ ˈsiːtaɪ/），是在鯨魚座內一顆在質量和恆星分類上都和太陽相似的恆星，與太陽系的距離正好少於12光年，相對來說是一顆接近的恆星。天倉五是顆金屬含量稀少的恆星，人們推測它擁有類地行星（岩石行星）的可能性較低。根據觀測結果，它周圍的塵埃10倍於太陽系周圍的。這顆恆星看似穩定，只有少量的恆星變異。 
通過天體位置和徑向速度的測量並未發現天倉五有伴星，但是這只排除大如次恆星，如同棕矮星的伴星。2012年12月偵測到了天倉五周圍可能有5顆行星存在的證據，其中一顆行星可能位於天倉五的適居帶。因為有岩屑盤，任何環繞著天倉五的行星都將比地球面對更多的撞擊事件。儘管這些事情導致行星不適宜居住，但普遍來說它擁有類似太陽的特性仍然在群星中引起大眾對它的興趣。它是搜尋地外文明計劃（SETI）搜尋的目標名單上的常客，因為它的穩定性和與太陽類似，而且它出現在一些科幻小說的作品中。
天倉五不像其他著名的恆星，有廣為人知的固有名稱[a]，它只是肉眼可以直接看見視星等為3等的暗星。從天倉五看太陽，也只是在牧夫座內的一顆3等星[b]。

## 運動
自行是恆星橫越天球的總運動量，是通過比較更遙遠的背景天體位置確定出來的。雖然天倉五每年的移動量只有2弧秒以下，它被認為是一顆有著高自行的恆星[c]，需要數千年的時間，位置的移動才會超一度，高自行是距離靠近太陽的一個證據。鄰近的恆星比遙遠的背景恆星可以更快速的在天球上橫越而過，也是研究視差的良好候選者。在天倉五的案例中，經由視差測量得到的距離是11.9光年，使他成為鄰近太陽的近距離恆星表中的一員，是繼南門二之後最靠近的G-型主序星。。
徑向速度是一顆恆星接近或遠離太陽的運動，與自行不同的是恆星的徑向速度不能直接觀察到，而必須透過觀察恆星的光譜來測量。由於都卜勒位移，如果恆星遠離觀測者而去，光譜中的吸收譜線會向紅色方向偏移（或是往更長波長的方向），反之接近的會向藍色方向偏移（或是往更短波長的方向）。在天倉五的例子中，徑向速度大約是−17 公里/秒，負值表示他是朝向太陽運動。
天倉五的距離，與它的自行和徑向速度結合在一起，可以計算這顆恆星通過空間的運動，相對於太陽的空間速度大約是37 公里/秒[d]。這個結果可以用來計算天倉五穿越銀河的軌道路徑，它的平均銀心距離是9.7千秒差距（32,000光年），軌道離心率則是0.22。

## 物理性質

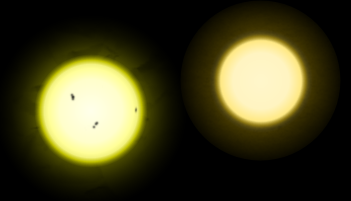
太陽（左）不僅比不活躍的天倉五（右）明亮而且也更熱。

天倉五這個系統應該只有一顆伴星，有一顆可能受到重力束縛的黯淡伴星被觀測到，但是與主星的距離遠達10弧秒。沒有天體位置測量或逕向速度的攝動被曾經被偵測到，因此認為沒有足夠大的伴星，像是「熱木星」的天體在鄰近的軌道上運行，任何可能存在繞著天倉五運行的氣體巨星，距離都會比木星要遠。 
有關於天倉五的已知物理特性都來自分光鏡的測量。通過光譜和恆星演化模型的比較，能夠估計天倉五的年齡、質量、半徑和發光度。不過，透過天文干涉儀，相當準確的行星半徑量度可以直接做到。天文干涉儀展開一條長基線所丈量的角度遠較傳統天文望遠鏡所能解析的為小。透過這種手段，天倉五的半徑被假設為太陽半徑的81.6 ± 1.3%，因此預期它的質量會比太陽略低一些；更早的干涉儀測量建議半徑為太陽的77.3 ± 0.4%，但是精確度較低。

### 自轉
天倉五的自轉週期是依據傳統的H和K吸收線，標誌著被電離的鈣或是鈣II線的變化測定的，這組譜線的變化與表面的磁性活動緊密的結合在一起，所以對行星來說要完成恆星全自轉的量度需要對幾個活動域測量其週期變化的時間。由這種方法估計的天倉五自轉週期約為34天。由於都卜勒效應，恆星自轉的速率會導致吸收譜線的變寬（來自遠離觀測者那一側的光線波長將增長，朝向觀測者接近這一側的光波長將縮短），所以分析譜線的寬度可以估計出恆星自轉的速度。這顯示出天倉五的自轉速度為：
{\displaystyle {\begin{smallmatrix}v_{eq}\cdot \sin i\ \approx \ 1\ {\text{km/s}}\end{smallmatrix}}}.
此處veq是在赤道上的速度，i是自轉軸相對於觀測者的傾角。對一顆典型的G8型恆星，自轉速度大約是2.5 公里/秒。測量到的自轉速度非常低，顯示天倉五的自轉軸幾乎是朝向位於地球上的觀測者。

### 光度和變化
天倉五的光度大約只有太陽光度（{\displaystyle L_{\odot }}）的55%，一顆類地行星需要在0.7天文單位（AU，地球到太陽的平均距離）的軌道上繞行，才能得到如同地球所獲得的太陽照度，這要比金星還要更接近太陽一些。
天倉五的色球層－ 恆星正位於輻射光線的光球層上的大氣層 －目前呈現很少或沒有磁場的活動，顯示這是顆穩定的恆星。一項為期9年的溫度研究，米粒組織和色球層沒有明顯的系統性變化，環繞著鈣II的H和K線紅外譜帶顯示可能有，但相對於太陽是微弱的11年循環。對此另一種說法是：天倉五正處於類似蒙德極小期的低活動階段 － 歷史上的一個短週期，與歐洲的小冰期結合，當時太陽表面的黑子變得非常罕見。天倉五的譜線輪廓非常狹窄，顯示被觀察到的自轉和擾動都非常低。

## 金屬量
恆星的化學成分能夠提供重要的演化歷史，包括他的形成和年齡。組成星際物質的主要成分是塵埃和氣體，而從中形成的恆星主要成分是氫和氦，以及微量的重元素。當鄰近的恆星持續的演化和死亡，因此年輕恆星的重元素含量會傾向比老年的恆星為多。這些重元素都被天文學家視為金屬，並且將其含量稱為金屬量。恆星中的金屬量主要是依據鐵（Fe）元素含量的比率，很容易從氫當中分辨出來的重元素，並以對數與太陽的鐵豐度作比較。在天倉五的案例裡，大氣中的金屬量大約是：
{\displaystyle {\begin{smallmatrix}\left[{\frac {Fe}{H}}\right]=-0.50\end{smallmatrix}}}
或大約是太陽豐度的三分之一，以前的測量值在-0.13 to -0.60之間變動著。
低的鐵豐度顯示天倉五是比太陽更早誕生的老恆星：估計他的年齡在100億歲，相較於太陽的45.7億歲，100億歲的年齡代表著經歷可見宇宙的大部份時期。但是電腦模擬的年齡，依據選用的模型不同，在44億至120億年之間。
除了自轉之外，恆星譜線致寬的因素還有來自於恆星壓力的擴大（參見譜線）。出現在附近的微粒會影響到單一微粒發散的輻射，所以譜線的寬度與恆星表面的壓力有關，而這又受到溫度和表面重力的影響。利用這樣的技術測量天倉五的表面重力，得到的是log g，或恆星表面重力的對數值，大約是4.4—，非常接近太陽的log g = 4.44。

## 岩屑盤
在2004年，一組英國由珍·格里維斯（Jane Greaves）領導的天文學家測量圍繞在周圍低溫的塵埃和小天體之間發生的碰撞，發現天倉五有總數十倍於太陽系彗星和小行星的材料。這是透過量度小天體間碰撞產生、環繞天倉五的冰冷塵埃基盤而決定。這樣的结果可能在複雜的生命系統上投入了抑制器，因為所有行星遭受大撞擊事件的頻率十倍於地球。格里維斯在她研究時注意到：「任何一顆行星都可能持續經歷消滅恐龍的小行星撞擊事件」，像木星這種尺度的氣體行星足以使彗星和小行星偏向。[e]
岩屑盤的發現是透過測量系統在遠紅外線光譜部分的輻射總量偵測出來的。它以行星為中心形成對稱的形狀，並且外徑平均55天文單位。在靠近天倉五附近，缺乏紅外線而比較溫暖的盤面部份在半徑10天文單位處；相較之下，太陽系的古柏帶出現在30-50天文單位處。要長時間的維護，環中的塵土必須有更大的天體經由經常的碰撞來補充。出現在距離天倉五35–天文單位的巨大盤面已經位在適居帶的外面，在這個距離上，塵埃帶也許類似於在太陽系的海王星軌道外的古柏帶。
天倉五顯示恆星即使到了老年也不需要丟掉巨大的塵埃盤，而且像太陽這樣的恆星有盤面是很平常的。天倉五的環帶密度只有鄰近的天苑四的廿分之一。相對在太陽系附近的缺乏岩屑也許是異常的情況：一位研究小組的成員認為，太陽在歷史的早期可能緊鄰的經過另一顆恆星，導致大量的彗星和小行星被剝離而失去。恆星與大岩屑盤修改了天文學家對行星形成的考慮，塵埃是由連續的碰撞造成的，並且很自然的形成行星。

## 生命和行星搜尋
由於天倉五與太陽相似，而它亦可能擁有行星和孕育生命，於是便成了吸引人們研究這顆恆星的主要原因。霍爾（Hall）和洛克伍德（Lockwood）的報告中指出「所謂的『類似太陽的星球（solarlike star）』、『太陽相似體（solar analog）』和『太陽雙生子（solar twin）』是逐漸限制的敘述。」天倉五適合做為第二顆太陽，因為它的質量近似而且穩定，只是相對缺乏金屬[f]，這種相似性引領了通俗文化參考數十年，並列入科學測驗。
天倉五是少數幾顆以徑向速度搜尋行星的目標，但失敗而未能發現可歸諸於行星的任何週期性變化。目前能達到的精確度是時間間隔在五年，速度在11公尺/秒的變化。這樣的結果排除了熱木行星存在的可能，並排除了週期短於15年，質量下限等於或大於木星的行星存在的可能性。換言之，以哈伯太空望遠鏡的廣域和行星照相機在1999年對鄰近恆星完成的觀察，包括對天倉五的暗弱伴星的搜尋，以該望遠鏡分辨能力的極限依然是什麼都沒發現。
這樣的搜尋只排除了較大的棕矮星和比大行星略小的行星，像地球這樣軌道的行星並未被排除。存在於內側軌道上的“熱木星”會对適居帶造成破壞，将其排除對類地行星的存在有正面的意義。一般性的研究顯示系外行星的出現和高金屬量的母恆星之間有正相關性，使像天倉五這種低金屬量恆星擁有行星的機率減少了。一個厚實的岩屑盤存在的證據，即使認為會增高被轟擊的機率，依然使一顆或多顆岩石行星環繞恆星的可能性增高了。如果行星被發現，隨後的研究是使用解析力夠高的望遠鏡尋找水、大氣和溫度適合的適居性。就像氧氣是地球上有生命的正面顯示，原始生命也不太可能在大氣顯示是無機狀態下存在的。

### 搜尋地外文明計劃和適居恆星表

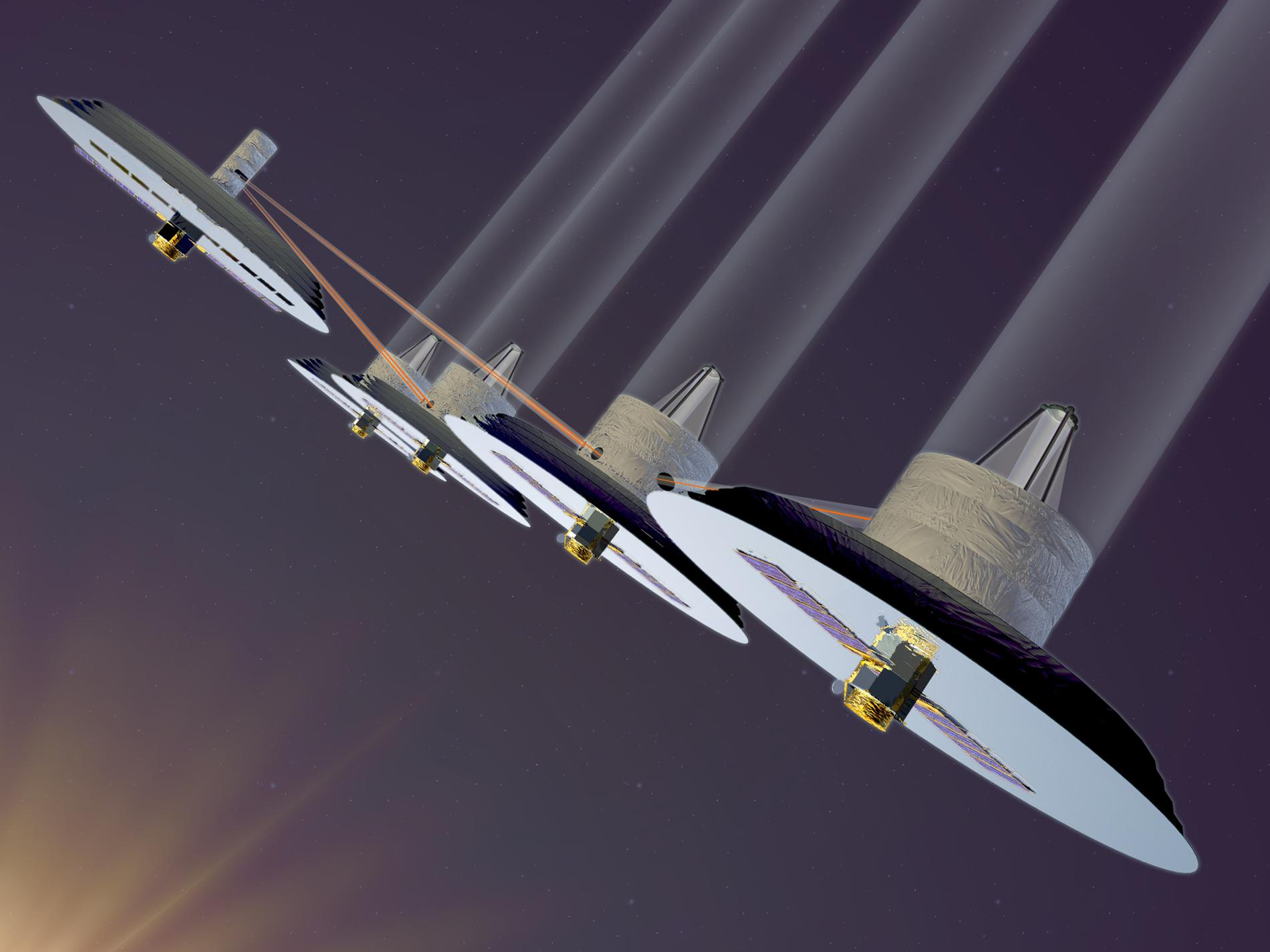
天倉五可能是類地行星發現者的研究目標之一。

迄今最樂觀的搜尋項目是由天文學家法蘭克·德雷克執行的奧茲瑪計畫（Project Ozma），是後來產生搜尋地外文明計劃（SETI）的「尋找外星高智生命」計畫，該計畫向經過篩選的恆星目標發送出人為的無線電訊號，他選擇了天倉五和天苑四做為最初的目標，兩者都是鄰近太陽系，且物理性質相似的恆星。在持續200小時的觀測，均未發現人為的訊號
。隨後對這個恆星系的無線電搜尋結果也是負面的。
這些負面的結果並未挫敗對天倉五系統生物搜尋的興趣。在2002年，天文學家瑪格麗特·杜布爾（Margaret Turnbull）和吉爾·塔特（Jill Tarter）在鳳凰計畫項目的贊助下，發展出另一個SETI的努力成果：適居恆星表（HabCat）。表中列出了17,000個理論上適合居住的恆星系統，大約有10%是原先的樣本。第二年，杜布爾從在鄰近太陽100光年內的5,000顆恆星中精選出30顆最有希望的，天倉五就包含在其中，作為亞倫望遠鏡陣列以無線電搜尋的基礎依據。她也選擇天倉五最為類地行星發現者望遠鏡系統最精簡搜尋名單中五個的名冊之一，並評論說：「如果上帝將我們投入至另一個星球，那會是我想居住的地方。」

### 行星系統
2012年12月19日，有報告指出觀測資料顯示有五顆行星存在於天倉五周圍的證據。這些行星的質量被認為在地球的2到6倍之間，軌道週期14到640日。其中一顆行星鯨魚座τe（HD 10700e）和天倉五的距離大約是日地距離的一半。因為天倉五的體積和光度都低於太陽，該行星可能位於天倉五的適居帶內。波多黎各大學阿雷西博分校的行星可居住性實驗室的計算則認為最外側的鯨魚座τf可能也在天倉五的適居帶內。
| 成員 (依恆星距離) | 质量           | 半長軸 (AU)   | 轨道周期 (天) | 離心率      | 傾角 | 半径 |
| ----------------- | -------------- | ------------- | ------------- | ----------- | ---- | ---- |
| b (未确认)        | 2.00 ± 0.79 M⊕ | 0.105 ± 0.006 | 13.965 ± 0.02 | 0.16 ± 0.22 |      |      |
| g                 | —              | —             | —             | —           | —    | —    |
| c (未确认)        | 3.11 ± 1.40 M⊕ | 0.195 ± 0.01  | 35.362 ± 0.1  | 0.03 ± 0.03 |      |      |
| h                 | —              | —             | —             | —           | —    | —    |
| d (未确认)        | 3.50 ± 1.59 M⊕ | 0.374 ± 0.02  | 94.11 ± 0.7   | 0.08 ± 0.26 |      |      |
| e                 | 4.29 ± 2.00 M⊕ | 0.552 ± 0.02  | 168.12 ± 2.0  | 0.05 ± 0.2  | —    | —    |
| f                 | 6.67 ± 3.50 M⊕ | 1.35 ± 0.1    | 642 ± 30      | 0.03 ± 0.3  | —    | —    |
| i (未确认)        | ?              | ?             | ?             | ?           |      |      |

## 註解
1. ^ 天倉五英文Tau Ceti是由拜耳命名法而來： ' Tau '是個希臘字母而 ' Ceti '是鯨魚座英文Cetus的所有格。
2. ^ 從天倉五表面觀察，太陽會從天空相反的一邊座標赤經（RA）=13h 44m 04s，赤纬（Dec）=15° 56′ 14″，亦即接近右攝提二（牧夫座τ，Tau Boötis）處出現。太陽的絕對星等是4.8，故，於距離3.64秒差，太陽視星等為{\displaystyle {\begin{smallmatrix}m=M_{v}+5\cdot ((\log _{10}3.64)-1)=2.6\end{smallmatrix}}}.
3. ^ 淨自行是由公式：
{\displaystyle {\begin{smallmatrix}\mu ={\sqrt {{\mu _{\delta }}^{2}+{\mu _{\alpha }}^{2}\cdot \cos ^{2}\delta }}=1907.79\,{\text{mas/y}}\end{smallmatrix}}}.
在這裡{\displaystyle \mu _{\alpha }}及{\displaystyle \mu _{\delta }}是在赤經與赤緯裡自行相對的向量，而{\displaystyle \delta }是赤緯[41]
4. ^ 空間速度向量是U = +18; V = +29,及W = +13.這得出淨空間向量{\displaystyle {\begin{smallmatrix}{\sqrt {18^{2}+29^{2}+13^{2}}}=36.5\,{\text{km/s.}}\end{smallmatrix}}}
5. ^ 木星是否真的提供內太陽系的保護仍懸而未決。例如，請參見：木星：朋友或敵人？ （页面存档备份，存于）
6. ^ 被認為是真正的太陽的雙胞胎天蠍座18，在此顯示出與天倉五顯著不同的數據：天倉五與太陽金屬含量類似，但是其他的差異就顯著的多很多。
7. ^  75°北是90°北再減緯度15°南。現實上當某天體接近地平線時大氣效應會降低其能見度。

## 外部連結
- Nearby Stars Database
- Tau Ceti at Jim Kaler's STARS site
- Tau Ceti: Life Amidst Catastrophe? （页面存档备份，存于） at Centauri Dreams